# Iglesia de Nuestra Señora de los Ángeles (El Toro)

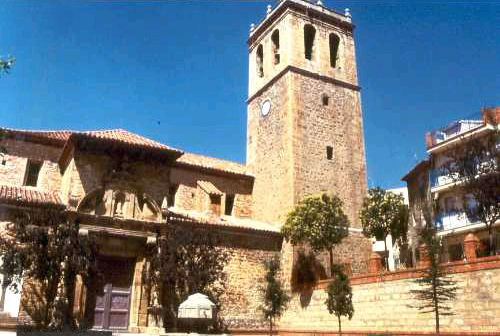
Iglesia de N.ª S.ª de los Ángeles.

La iglesia de Nuestra Señora de los Ángeles de El Toro (Provincia de Castellón, España) está situada en la Plaza de la Iglesia y fue construida en el primer tercio del siglo XVII

## Descripción
La fábrica exterior del edificio es de tradición gótica y el interior de gusto renacentista. La iglesia está construida en mampostería y piedra angular. Presenta dos portadas: una a los pies, adintelada, cegada y con frontón roto del siglo XVII; la otra en el lado de la epístola, adintelada, con frontón roto, con hornacina y flanqueada por columnas.
El templo es de una sola nave dividida en cuatro tramos, con cuatro capillas en el lado del evangelio, dos en el lado de la epístola y la capilla del Sagrario en el presbiterio.
La bóveda de la iglesia es de cañón con lunetos y sus pilares son de capitel toscano, ofreciendo cierto influjo jesuítico. La nave es bastante capaz y su portada de dintel recto se terminó en 1649, lugar donde se aprecia una patera y un cáliz, estando sobre este conjunto una pequeña hornacina con la imagen de la Virgen. El alero o tejadillo que sobresale de la entrada principal está calificado por estudiosos del tema como un curioso elemento.
La torre se halla en el lado de la epístola, adosada al ábside. Está construida en mampostería y piedra angular, hallándose formada por tres cuerpos y remate. En el tercer cuerpo dos vanos semicirculares por lado abiertos en dos de sus frentes, y en los cuerpos inferiores pequeñas ventanas. El acceso a la torre es por el exterior. Se renovó durante el la primera mitad del siglo XX.
Es interesante la decoración ornamental de la capilla del Sagrado Corazón de Jesús y del sotocoro, con cáliz eucarístico, cisnes y motivos vegetales.